# 托尼·伍德考克
托尼·伍德考克（英語：Tony Woodcock；1981年1月27日—）是一位新西蘭橄欖球運動員。他是新西蘭國家橄欖球隊的一員，代表新西蘭參加了2011年世界盃橄欖球賽。